# ليونيل أغبو
ليونيل أغبو هو محامي وقانوني وسياسي بنيني، ولد في 14 أغسطس 1950 في داهومي الفرنسية.